# Charles Gillibert
Pour les articles homonymes, voir Gillibert.
Charles Gillibert, né le 14 septembre 1977 à Tassin-la-Demi-Lune (Rhône), est un producteur de cinéma français.

## Biographie

### Famille et débuts
Charles Gillibert est le fils de Michel Gillibert (secrétaire d'État aux personnes handicapées) et de Françoise Barquin,.
En 1995, il crée la société Nada avec Nathanaël Karmitz (fils du créateur de MK2), ils sont à l'initiative du prix Kieslowski (concours de scénario de court métrage) qui permettra de révéler de nombreux jeunes réalisateurs entre 1997 et 2002. En 1997, il rencontre Julie Gayet qui accepte de devenir membre du jury du prix.

### MK2 Music
Entre 1997 et 2002, Charles Gillibert produit plus d'une centaine de courts métrages avant de proposer au groupe MK2 la création du label MK2 Music, label au carrefour entre l'image et la musique. Il produit des « cinémix » mettant en scène des DJs de la French touch qui créent en direct des bandes-sons sur des films projetés dans des salles de cinéma (Troublemakers sur Duel, Radiomental sur Vidéodrome), ou remixent en direct des images issues du patrimoine international. MK2 Music accompagne également des films de danse contemporaine : William Forsythe par Thierry de Mey (One Flat Thing Reproduced) ; Merce Cunningham par Charles Atlas (Biped/Pondway) ; Angelin Preljocaj par Olivier Assayas (Songtag Apchield).
En 2004, Charles Gillibert produit avec Arnaud Frisch l'album et le film Live at the Shrine de Femi Kuti, entièrement réalisés au Nigeria en réaction à la corruption endémique dans le pays. Entre 2006 et 2013, il produit en compagnie de Nathanaël Karmitz pour le compte MK2 une quinzaine de films de longs métrages de réalisateurs tels que Gus Van Sant, Abbas Kiarostami, Walter Salles, Xavier Dolan, Abdellatif Kechiche ou Olivier Assayas. Il devient en 2010 membre du directoire du groupe MK2 et suit à ce titre la distribution en France et les ventes internationales des productions et acquisitions du groupe.
En 2011, il participe à la création de la société d'investissement Cinémaphore avec Julie Gayet et François Pinault en 2013.

### CG Cinéma
En 2013, Charles Gillibert décide de quitter le groupe MK2 pour fonder CG Cinéma, sa propre société de production, qui accompagne des metteurs en scène aux projets ambitieux tournés vers l'international, avec des méthodes de financement hybrides couplant financements privés, traditionnels et le marché international.
Les deux premières productions CG Cinéma sont Sils Maria d’Olivier Assayas (sélectionné au festival de Cannes 2014) et Eden de Mia Hansen-Løve, sélectionné au festival international du film de Toronto. CG Cinéma coproduit avec Alfonso Cuarón le film franco-mexicain Desierto de Jonás Cuarón, présenté au festival de Toronto en 2015, et représentant le Mexique dans la course aux Oscars en 2016.
En 2015 sort Mustang de Deniz Gamze Ergüven, une des révélations du festival de Cannes 2015, nommé aux Oscars, lauréat de quatre Césars dont celui du meilleur premier film, et primé dans une trentaine de festivals à travers le monde. Il reçoit de nombreuses récompenses, dont le prix LUX du meilleur film européen devant le parlement de Strasbourg, des mains de son président Martin Schulz.
L'Avenir de Mia Hansen-Løve reçoit l'Ours d'argent de la mise en scène à la Berlinale 2016, puis est sélectionné aux festivals de Telluride et de New York. Au festival de Cannes 2016 est présenté en compétition officielle Personal Shopper d'Olivier Assayas, avec Kristen Stewart, et qui remporte le prix de la mise en scène, ex æquo avec Cristian Mungiu pour Baccalauréat.
En 2015, CG Cinéma est distingué par l'IFCIC comme la meilleure jeune société de production de longs métrages. En 2016, Charles Gillibert est appelé par le Centre national du cinéma et de l'image animée à siéger en plénière du deuxième collège de la commission d'avance sur recettes.
CG Cinéma s'associe au groupe Ad Vitam Distribution d'Alexandra Henochsberg pour créer une société de ventes internationales, Alma, destinée entre autres à imaginer de nouveaux moyens de financements et de diffusion à l'international. Durant le festival de Cannes 2016 est annoncée la collaboration entre CG Cinéma et RT Features, pour produire et distribuer le dernier film d'Abbas Kiarostami, 24 Frames.
En 2018, il reprend les salles parisiennes de L'Entrepôt.

## Filmographie

### Acteur
- 2000 : Sleepers de Abbas Kiarostami

### Producteur

#### Longs métrages
- 2003 : Les Enfants de la pluie de Philippe Leclerc (coproducteur)
- 2007 : L'Heure d'été d'Olivier Assayas
- 2007 : Paranoid Park de Gus Van Sant
- 2007 : Un homme perdu de Danielle Arbid
- 2009 : La Véritable Histoire du chat botté de P. Hérold, Jérôme Deschamps et Macha Makeïeff (coproducteur)
- 2010 : Blanc comme neige de Christophe Blanc (coproducteur)
- 2010 : Vénus noire d'Abdellatif Kechiche
- 2010 : Copie conforme d'Abbas Kiarostami
- 2011 : La Fée de Dominique Abel, Fiona Gordon et Bruno Romy
- 2012 : Sur la route (On the Road) de Walter Salles
- 2012 : Like Someone in Love d'Abbas Kiarostami
- 2012 : Laurence Anyways de Xavier Dolan
- 2012 : À cœur ouvert de Marion Laine (coproducteur)
- 2012 : Après Mai d'Olivier Assayas
- 2013 : Tom à la ferme de Xavier Dolan
- 2014 : Sils Maria d'Olivier Assayas
- 2014 : Eden de Mia Hansen-Løve
- 2015 : Une histoire d’âme de Bénédicte Acolas
- 2015 : Mustang de Deniz Gamze Ergüven
- 2016 : Rosalie Blum de Julien Rappeneau (coproducteur)
- 2016 : Desierto de Jonás Cuarón (coproducteur)
- 2016 : L’Avenir de Mia Hansen-Løve
- 2016 : Personal Shopper d'Olivier Assayas
- 2016 : Pour le réconfort de Vincent Macaigne
- 2017 : 24 Frames d'Abbas Kiarostami
- 2017 : Kings de Deniz Gamze Ergüven
- 2019 : Doubles Vies d'Olivier Assayas
- 2019 : Cuban Network de Olivier Assayas
- 2020 : Garçon chiffon de Nicolas Maury
- 2021 : Annette de Leos Carax (coproducteur)
- 2021 : Une histoire à soi (documentaire) d'Amandine Gay
- 2021 : Bergman Island de Mia Hansen-Løve
- 2021 : De l'or pour les chiens d'Anna Cazenave Cambet
- 2022 : Viens je t'emmène d'Alain Guiraudie
- 2022 : Rodéo de Lola Quivoron
- 2022 : L'Envol de Pietro Marcello
- 2023 : De Humani Corporis Fabrica (documentaire) de Véréna Paravel et Lucien Castaing-Taylor (coproducteur)
- 2023 : La Tête dans les étoiles[8] d'Emmanuel Gillibert
- 2023 : Ricardo et la Peinture de Barbet Schroeder
- 2024 : Miséricorde d'Alain Guiraudie

#### Courts métrages
- 1998 : Camille de Fabrice Gobert
- 1998 : Mes quatre dernières volontés d’Angelo Cianci
- 1998 : Le Cercle de Manuel Schapira
- 1999 : Reçois et tais-toi de Catherine Izembart
- 1999 : Les Deux Pulls de Simon Lehembre
- 1999 : Le Cœur net de Angelo Cianci
- 2000 : L’Homme et le Chien de Laura Pelerins
- 2000 : Les Bûchers qu’on ignore de Vanessa Bertran
- 2000 : Douce France de David Bouttin
- 2001 : L’Âge de raison de Philippe Lubac
- 2001 : La Chienne du monde de Loïc Jourdain
- 2001 : Les Aveugles de Jean-Luc Perréard
- 2002 : Weichei de Bernd Lange
- 2002 : BBBBrrOOmm de Jean-Philippe Martin
- 2004 : La Légion étrange de Raphaël Frydman
- 2004 : Sans toi de Liria Bégéja, avec Emmanuelle Seigner
- 2005 : Des fleurs pour Irma d’Eric Lacroix, avec Annie Girardot
- 2005 : La Terre est ronde de Brigitte Coscas
- 2005 : Deux L de Laurent Bouhnik
- 2005 : Porte-bonheur de Jean-Luc Perréard
- 2014 : Rabbit de Laure de Clermont-Tonnerre
- 2017 : Journée blanche de Félix de Givry

## Distinctions

### Prix
- 2014 : Prix Louis-Delluc pour Sils Maria de Olivier Assayas
- 2015 : Label Europa pour Mustang de Deniz Gamze Ergüven
- 2015 : Duc d'or (uk) du meilleur film du festival d’Odessa pour Mustang
- 2015 : Prix LUX du Parlement européen
- 2016 : Goya du meilleur film européen pour Mustang
- 2016 : Prix « duo révélation » décerné à Charles Gillibert et Deniz Gamze Ergüven pour Mustang aux Trophées du Film français
- 2016 : 12e prix IFCIC de la jeune société de production indépendante
- 2016 : César du meilleur premier film en tant que producteur pour Mustang de Deniz Gamze Ergüven

### Nominations
- 2014 : César du meilleur film pour Sils Maria de Olivier Assayas
- 2016 : César du meilleur film en tant que producteur pour Mustang de Deniz Gamze Ergüven
- 2016 : Oscar du meilleur film étranger pour Mustang de Deniz Gamze Ergüven

### Revue de presse
- Charles Gillibert dans le journal Les Échos, dont :
  - « Le dernier salon où l’on se livre », La Relève, 21 mars 2016.